# دلامانید
دلامانید (انگلیسی: Delamanid) دارویی خوراکی است که برای درمان سل استفاده می شود. به طور خاص، همراه با سایر داروهای ضد سل، برای سل فعال مقاوم به چند دارو استفاده میشود.
عوارض جانبی شایع Hk عبارتند از سردرد، سرگیجه و حالت تهوع. سایر عوارض جانبی شامل طولانی شدن QT است. دلامانید با مسدود کردن ساخت اسیدهای مایکولیک عمل میکند و در نتیجه دیواره سلولی باکتری را بی ثبات میکند. این دارو در گروه داروهای نیتروایمیدازول قرار دارد.